# 北维达雀
，是雀形目维达雀科的一种鸟类。
北维达雀体重约18.46克，翼长约74.7毫米，喙宽度约5毫米，喙厚度约6.3毫米，嘴峰长约10.8毫米，跗蹠长约16毫米，尾长约60.2毫米。
北维达雀是留鸟，栖息在草地，它们是植食性动物，主要以植物的种子或坚果为食。

## 亚种
- Vidua orientalis aucupum，分布在塞内加尔至尼日利亚西北部。
- Vidua orientalis orientalis，分布在喀麦隆北部和乍得南部，东至苏丹南部、南苏丹北部、厄立特里亚和埃塞俄比亚西部。[4]